# Casey’s Diner
Das Casey’s Diner ist ein 1922 gebauter Diner in Natick im Bundesstaat Massachusetts der Vereinigten Staaten. Es zählt zu den sogenannten „Ten-Stoolern“, da es über genau zehn Barhocker verfügt, und wurde am 22. September 1999 im Rahmen der Multiple Property Submission Diners of Massachusetts MPS in das National Register of Historic Places (NRHP) eingetragen. Bereits am 16. Dezember 1977 wurde das Diner als Contributing Property des Natick Center Historic District anerkannt.

## Beschreibung
Das Casey’s Diner ist ein gut erhaltenes Beispiel für einen Restaurantwagen der frühen 1920er Jahre, der von der Worcester Lunch Car Company mit einem typischen Tonnendach (englisch barrel roof) gebaut wurde. Er befindet sich im Stadtzentrum in der Nähe der MBTA-Station Natick Center, wo unter anderem die Framingham/Worcester Line hält.
Das ursprünglich auf eigenen Rädern fahrende Diner wurde bereits Ende der 1920er bzw. Anfang der 1930er Jahre vorwiegend stationär betrieben und stand bis 1977 an der Washington Street, wo es als Teil des Natick Center Historic District in das NRHP eingetragen wurde. Noch im selben Jahr wurde es an seine heutige Position an der South Avenue versetzt, wozu eigens neue Räder montiert wurden. Heute steht das Diner auf einem Betonfundament außerhalb der Grenzen des Historic Districts, ist aber weiterhin ein Teil davon.
Das Diner besteht aus einem Holzrahmen und verfügt über ein Tonnendach aus Metall. Die Außenwände sind mit feuerverzinktem Stahl verkleidet, der gelb angestrichen ist. Die mittig im Dach angeordneten Obergaden-Fenster sind für ein Diner dieser Größe ungewöhnlich. Im Zuge der Verlegung des Diners an den neuen Standort wurde ein einstöckiger Anbau an der Rückseite hinzugefügt. Die originalen Eingänge an der Front- und Westseite sind erhalten; der Haupteingang ist mit einem Tonnendach im Colonial-Revival-Stil aus den 1920er Jahren überdacht. An der Ostseite wurde ein Fenster vergrößert, um Laufkundschaft bedienen zu können. Anders als bei den meisten Dinern gibt es keine Schilder oder Hinweistafeln.
Im Inneren ist das Casey’s das typische Worcester Lunch Car mit nur wenigen modernen Modifikationen. Zu den im Original erhaltenen Einrichtungen zählen die Theke und zehn Hocker aus Eichenholz, die Fußstange aus Messing, ein entlang der Frontseite montiertes Brett für Stehplätze, das Tonnendach und der Bodenbelag aus sechseckigen Fliesen.

## Historische Bedeutung
Das Casey’s Diner ist eines der ältesten noch in Betrieb befindlichen Diner in Massachusetts und als sogenannter „Ten-Stooler“ eine Seltenheit im Bundesstaat sowie einzigartig in Natick. Die Worcester Lunch Car Company war vor dem Zweiten Weltkrieg der größte Hersteller von Dinern in Massachusetts.
Anfang der 1920er Jahre begann Frederick A. Casey, nach dessen Familie das Diner bis heute benannt ist, mit einem sogenannten lunch wagon seine Karriere im Diner-Geschäft. Der 1885 mit vier Barhockern gebaute Wagen gehörte George und Ida Brooks, die ihn zunächst als Brooks’ Café und später als Park Café betrieben. Casey arbeitete auf diesem Wagen als Angestellter siebzehn Jahre lang, bevor er ihn 1921 kaufte, umbenannte und vom Hersteller reparieren sowie teilweise umbauen ließ.
1927 verkaufte Casey den Wagen an eine Zigeunerfamilie und erwarb das ehemalige Mulligan’s Diner in Framingham, das er nach Natick bringen und in der Washington Street gegenüber der öffentlichen Bibliothek aufstellen ließ. Das Diner war zum Zeitpunkt seiner Herstellung mit einer Größe von rund 6 m × 3 m das kleinste Modell der Worcester Lunch Car Company. Nach dem Umzug an die heutige Position im Jahr 1977 wurde dort ein Parkplatz errichtet.
Frederick Casey betrieb seinen Diner mehr als 25 Jahre lang und ging Mitte der 1950er Jahre in den Ruhestand. 1958 beauftragte sein Sohn John den Hersteller mit der teilweisen Renovierung der Inneneinrichtung, und heute wird das Diner von der mittlerweile dritten Generation der Familie betrieben. 1974 war es das Hauptmotiv eines Gemäldes von John Baeder, der heute vor allem für seine Diner-Porträts bekannt ist.